# دیوید سیمور

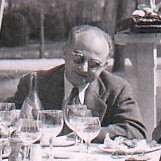

دیوید سیمور (David Seymour) مشهور به «چیم»، عکاس و فتوژورنالیست انسان‌گرا و ضدجنگ (۱۹۱۱–۱۹۵۶) و از مؤسسان آژانس عکس مگنوم (مگنوم فوتوز) بود.
دیوید سیمور در ۲۰ نوامبر ۱۹۱۱ در لهستان متولد شد. پس از پایان تحصیلات متوسطه به آلمان رفت و در سن ۱۸ سالگی وارد آکادمی گرافیک و آرت آلمان شد و به عنوان متخصص در امور مربوط به چاپ کتاب‌های رنگی فارغ‌التحصیل شد. او سپس به فرانسه رفت و به عنوان عکاس خبری در پاریس مشغول به کار شد.
در نامه‌ای که در سال ۱۹۳۳ برای دوستش «اِما» نوشته بود از کارش احساس رضایت می‌کرده و پیشرفتش را در این زمینه مرهون علاقه‌اش به عکاسی دانسته است. او سرانجام در ملاقات تاریخی‌اش با رابرت کاپا و هانری کارتیه برسون تصمیم به تأسیس مگنوم گرفتند.
سیمور و برسون روحیات نزدیک به هم داشتند و هر دو از طبع لطیفی برخوردار بودند و اقتضای شرایط آنان را به سمت عکاسی جنگ کشیده بود. سیمور در تمام مدت جنگ جهانی دوم عکاسی را کنار گذاشته بود، ولی به زودی پس از اتمام جنگ در یک پروژه دو ساله با همکاری یونسکو بر روی موضوع کودکانی که در جنگ مجروح و بی‌خانمان شده بودند کار می‌کرد، در عکس‌های او درکی از رنجی که انسان‌ها بخاطر سرنوشتشان به دوش می‌کشند، موج می‌زند. موضوع عکس‌های او حقوق از بین رفته بشریت در جنگ‌ها بود.
زندگی فرصت زیادی به سیمور نداد و او در ۱۰ نوامبر ۱۹۵۶ و در سن ۴۵ سالگی و در حالی که مشغول عکاسی خبری از جنگ‌های مصر بود، در شهر کانال سوئز بر اثر رگبار مسلسل کشته شد.
کتاب «از جنگ بگوییم» شامل تعدادی از عکس‌های ضدجنگ سیمور که در آن به رنج و بینوایی کودکان پرداخته است، در ایران به همت دو نفر با نام‌های مستعار ریاحی و برکت منتشر شده است (انتشارات روشنه، ۱۳۶۳).